# Đài tưởng niệm quân du kích Đơn vị Mordechai Anielewicz thuộc Gwardia Ludowa, Warszawa

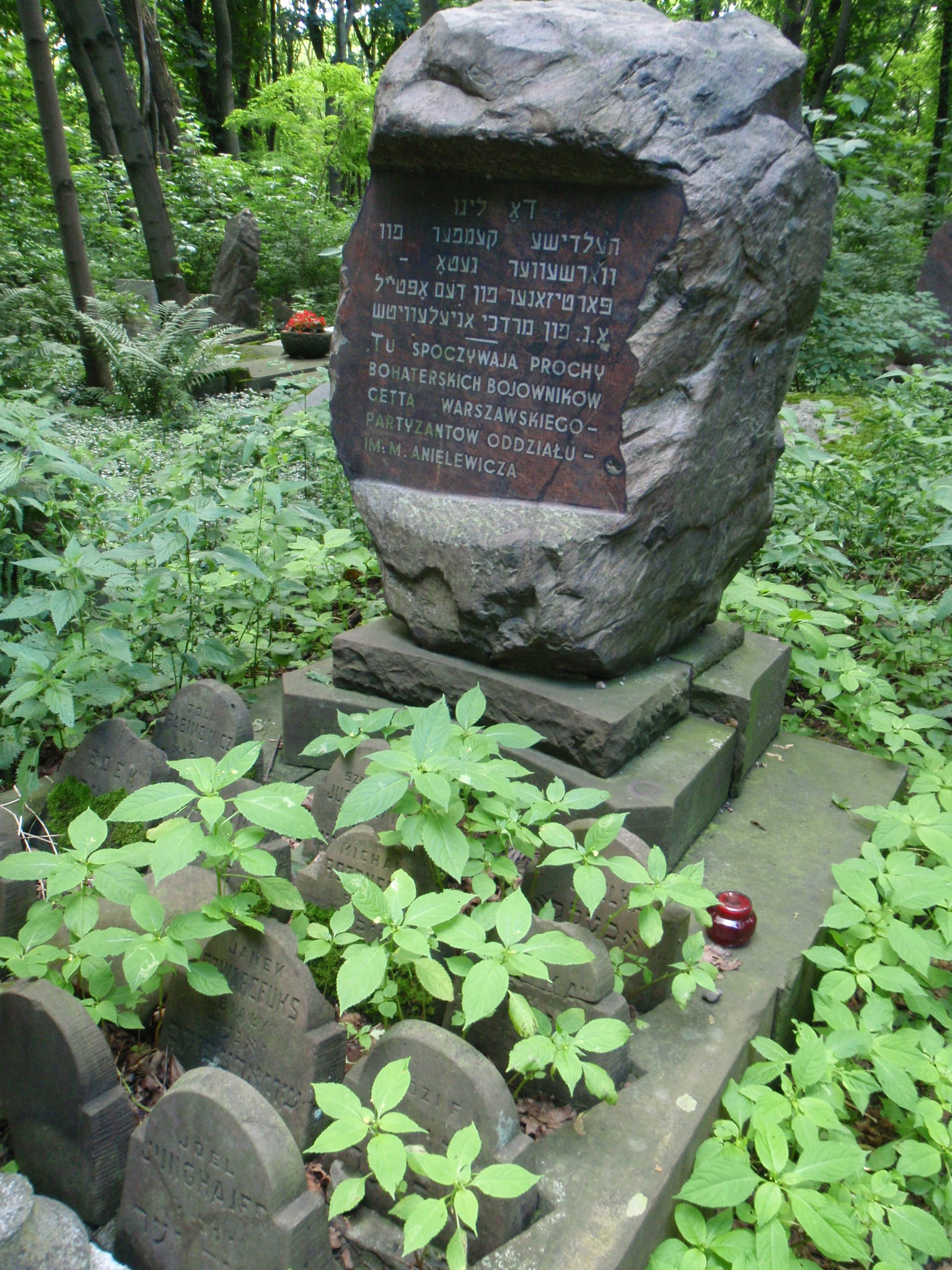
Toàn cảnh di tích

Đài tưởng niệm các chiến binh du kích của Đơn vị Mordechai Anielewicz của Lực lượng Bảo vệ Nhân dân ở Warsaw - một di tích nằm trong nghĩa trang của người Do Thái trên phố Okopowa ở Warsaw, di tích này tưởng niệm quân nổi dậy Warsaw Ghetto đã bị quân Đức xử tử ở Krawcowizna.

## Miêu tả
Tượng đài khiêm tốn nằm trong con hẻm chính của nghĩa trang (khu 31, hàng 3). Nó bao gồm một tảng đá với một mảng kỷ niệm và ba hàng bốn mảng đá sa thạch đỏ mỗi mảng. Các mảng mang tên hoặc bút danh của những người đã bị thiệt mạng trong chiến tranh: Adek Jankielewicz, Szmulek Juszkiewicz, Joel Junghajer, Józef Papier, Tola Rabinowicz, Michał Rozenfeld, Janek Szwarcfus, Chaim "Cyrenaika", bí danh không xác định "Edek", bí danh không xác định"Rachelka", bí danh không xác định "Rutka", bí danh không xác định "Stefan".
Tượng đài nằm trên mộ của một nhóm các chiến binh Do Thái, người đã trốn thoát khỏi thành phố sau khi cuộc nổi dậy sụp đổ, đã trú ẩn trong các khu rừng gần Wyszków. Ở đó, họ gia nhập đội của Adam Szwarcfus bí danh "Janek", một thành viên của Đơn vị Mordechai Anielewicz của Lực lượng Bảo vệ Nhân dân. Đội quận này đã phá hủy một phương tiện giao thông đường sắt của Đức gần làng Urle vào tháng 8 năm 1943. Sau cuộc hành quân thành công đó, họ rút về Krawcowizna, nơi họ bị bao vây bởi một đơn vị Đức được một nhân viên kiểm lâm địa phương đưa vào. Chỉ có hai đảng phái sống sót. Sau chiến tranh, kiểm lâm đã bị kết án tử hình vì hành động của mình. Các đội khác của Đơn vị Mordechai Anielewicz đã bị sát hại trong những năm 1943-1944 bởi đơn vị NSZ.